# 452 (numero)
Quattrocentocinquantadue (452) è il numero naturale dopo il 451 e prima del 453.

## Proprietà matematiche
- È un numero pari.
- È un numero composto.
- È un numero difettivo.
- È parte delle terne pitagoriche (60, 448, 452), (339, 452, 565), (452, 12765, 12773), (452, 25536, 25540), (452, 51075, 51077).

## Astronomia
- 452P/Sheppard-Jewitt è una cometa periodica del sistema solare.
- 452 Hamiltonia è un asteroide della fascia principale del sistema solare.
- NGC 452 è una galassia spirale della costellazione dei Pesci.

## Astronautica
- Cosmos 452 è un satellite artificiale russo.